# مسجد ابوالفضل سامان
مسجد ابوالفضل سامان مربوط به دوره پهلوی دوم است و در شهرستان سامان، بخش مرکزی، شهر سامان، خیابان عمان سامانی شهر سامان واقع شده و این اثر در تاریخ ۲۵ آبان ۱۳۸۷ با شمارهٔ ثبت ۲۳۸۲۵ به‌عنوان یکی از آثار ملی ایران به ثبت رسیده است.